# 馬萊爾峰
46°38′01.5″N 8°43′55.3″E / 46.633750°N 8.732028°E

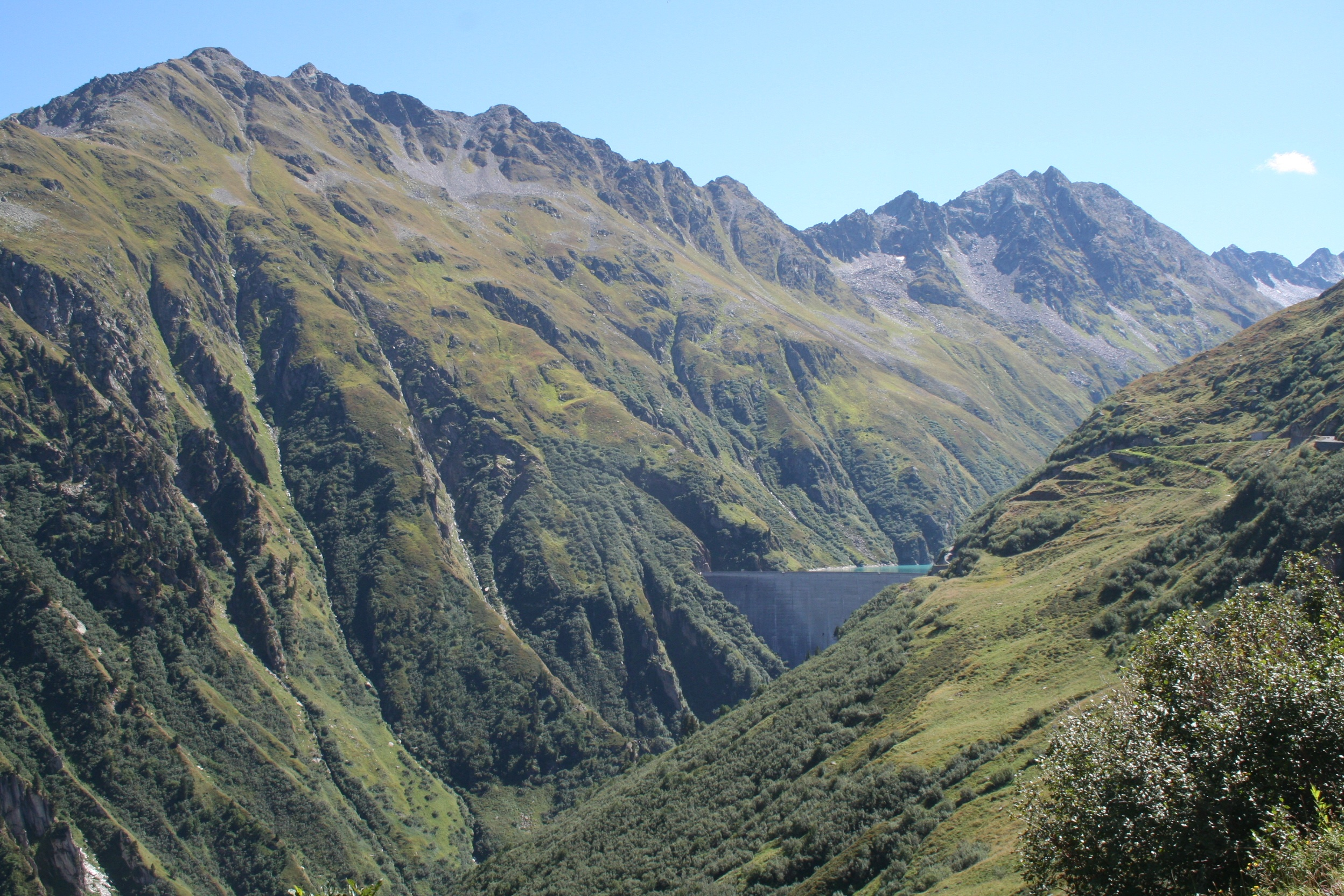

馬萊爾峰（Piz Máler），是瑞士的山峰，位於該國東南部，由格勞賓登州負責管轄，屬於勒蓬廷阿爾卑斯山脈的一部分，海拔高度2,790米，每年平均降雨量2,385毫米。

## 外部連結
- Piz Maler on Hikr （页面存档备份，存于）